# Friedrich Ulrich Schenk

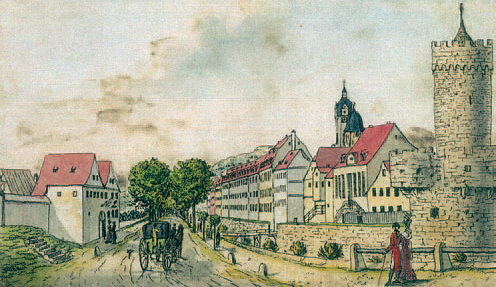
Fürstengraben in Jena, kolorierte Radierung nach einer Zeichnung von Friedrich Ulrich Schenk, 1792

Ernst Friedrich Ulrich Schenk (* 4. Oktober 1769 in Jena; † 1818 ebenda) war ein deutscher Maler, Zeichner und Porzellanmaler.
Schenk war Kunst- und Porzellanmaler bzw. Zeichenmeister in Jena und Sohn des Jenaer Kunstmalers Johann Gottlob Schenk. Sowohl Johann Gottlob als auch Friedrich Ulrich Schenk sind in Stammbuchzeichnungen Jenaer Studenten nachweisbar. Unter diesen von Friedrich Ulrich Schenk angefertigten Zeichnungen sind auch Stadtansichten von Jena insbesondere mit Bezug zur Universität Jena. Sein Sohn Adelbert Schenk, der auch die Porzellanmalerei erlernte, sollte als Pionier der Weimarer Fotografie in die Geschichte eingehen.